# Écija

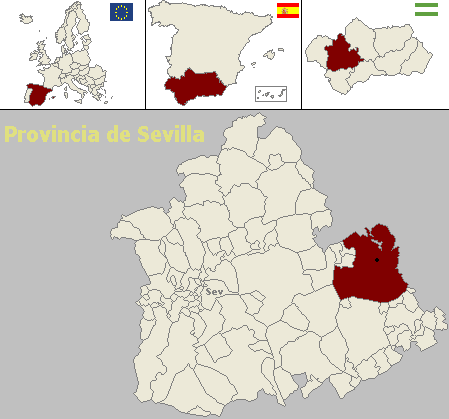
município de Écija na Província de Sevilha

Écija é um município da Espanha na província de Sevilha, comunidade autónoma da Andaluzia, de área 976 km² com população de 39893 habitantes (2020) e densidade populacional de 40,87 hab/km².
Era conhecida como Ástigis ou Ástigi (em latim: Astigi) durante o período romano.

## Demografia
| Variação demográfica do município entre 1991 e 2020 | Variação demográfica do município entre 1991 e 2020 | Variação demográfica do município entre 1991 e 2020 | Variação demográfica do município entre 1991 e 2020 | Variação demográfica do município entre 1991 e 2020 |
| --------------------------------------------------- | --------------------------------------------------- | --------------------------------------------------- | --------------------------------------------------- | --------------------------------------------------- |
| 1991                                                | 1996                                                | 2001                                                | 2004                                                | 2020                                                |
| 35786                                               | 37292                                               | 36896                                               | 38472                                               | 39893                                               |